# Parambassis ranga
Parambassis ranga és una espècie de peix pertanyent a la família dels ambàssids present al Pakistan, l'Índia, Bangladesh, Myanmar, Tailàndia, Malàisia i el Nepal.
Mesura 8 cm de llargària màxima.
És un peix d'aigua dolça i salabrosa, demersal, potamòdrom i de clima tropical (20 °C-30 °C; 38°N-1°N).
Menja invertebrats, cucs i crustacis.
La reproducció ocorre durant l'estació humida i fa un niu per protegir les cries.
A l'Índia és depredat per Channa punctata.
Les seues úniques amenaces són la destrucció de l'hàbitat i el comerç de peixos d'aquari.
És rar als mercats però freqüent al comerç de peixos d'aquari.
És inofensiu per als humans.